# Ryan Ready
Ryan Ready (* 7. November 1978 in Peterborough, Ontario) ist ein ehemaliger kanadischer Eishockeyspieler, der während seiner Karriere unter anderem für die Iserlohn Roosters und den EHC München in der Deutschen Eishockey Liga aktiv war.

## Karriere
Ryan Ready begann seine Profikarriere 1995 bei den Belleville Bulls in der kanadischen Juniorenliga Ontario Hockey League, für die er in fünf Jahren 258 Spiele bestritt. Währenddessen wurde der Flügelstürmer beim NHL Entry Draft 1997 von den Calgary Flames in der vierten Runde an Position 100 gezogen und 1999 zum besten „Overage“-Spieler der OHL gewählt.
Im gleichen Jahr unterzeichnete Ready seinen ersten Profivertrag bei Syracuse Crunch in der AHL. Zur Saison 2000/01 wechselte der Kanadier in die International Hockey League, nach einem Jahr bei den Kansas City Blades kam er jedoch zurück in die AHL zu den Manitoba Moose, wo er drei Jahre lang unter Vertrag stand und in 204 Spielen 130 Scorerpunkte erzielen konnte. In der Spielzeit 2003/04, seiner letzten für Manitoba, absolvierte Ready zudem einige Spiele für die Worcester IceCats, bevor er 2004 bei den Philadelphia Phantoms anheuerte. In der zweiten Spielzeit bei den Phantoms wurde der Linksschütze mit sieben NHL-Einsätzen beim Kooperationspartner Philadelphia Flyers belohnt.
Kurz nach Beginn der Saison 2006/07 stand der Kanadier jedoch bei keinem Team unter Vertrag, weshalb er ein Angebot der Iserlohn Roosters aus der Deutschen Eishockey Liga auf Anraten seines ehemaligen Teamkollegen Jimmy Roy annahm und zum ersten Mal einen Vertrag in Europa unterzeichnete. Schon im Dezember 2006 wurde der Kontrakt um zwei weitere Jahre bis 2009 verlängert. Ready trägt seit 2007 als Assistenzkapitän das „A“ auf dem Trikot und bildete in der Saison 2007/08 zusammen mit Jimmy Roy und Pat Kavanagh eine der erfolgreichsten Sturmreihen der Roosters. Im nächsten Jahr verlängerte er Ende Januar seinen Vertrag um ein weiteres Jahr und konnte seine Punkteausbeute an der Seite von Roy und Bob Wren nochmals steigern. Die Saison 2009/10 begann für Ready schwierig, erst am sechsten Spieltag erzielte er sein erstes Tor. Auch im weiteren Verlauf konnte er nicht seine gewohnte Leistung, an der Seite von Roy und zunächst Brian Swanson als Center, später Quinn Hancock, bringen. In den letzten Spielen der Saison zeigte Ready wieder bessere Partien, sein Vertrag wurde dennoch nicht verlängert. Zum Zeitpunkt seines Abgangs hielt er die DEL-Vereinsrekorde für die meisten Spiele, Tore, Assists und Scorerpunkte eines ausländischen Spielers. Insgesamt gesehen lag in den Kategorien Tore, Assists und Scorerpunkte nur das Duo Robert Hock und Michael Wolf vor dem Kanadier. Zur Saison 2010/11 wechselte er zum DEL-Aufsteiger EHC München, wo er einen Einjahresvertrag unterschrieb. 2011 beendete er seine Karriere.

## Erfolge und Auszeichnungen
| - 1999 J.-Ross-Robertson-Cup-Gewinn mit den Belleville Bulls - 1999 Leo Lalonde Memorial Trophy - 1999 OHL First All-Star Team | - 1999 CHL Second All-Star Team - 2003 Teilnahme am AHL All-Star Classic - 2005 Calder-Cup-Gewinn mit den Philadelphia Phantoms |

## Karrierestatistik
(Legende zur Spielerstatistik: Sp oder GP = absolvierte Spiele; T oder G = erzielte Tore; V oder A = erzielte Assists; Pkt oder Pts = erzielte Scorerpunkte; SM oder PIM = erhaltene Strafminuten; +/− = Plus/Minus-Bilanz; PP = erzielte Überzahltore; SH = erzielte Unterzahltore; GW = erzielte Siegtore; 1 Play-downs/Relegation; Kursiv: Statistik nicht vollständig)